# Josef Burger (malarz)
Josef Burger (ur. 1887 w Monachium, Niemcy, zm. 1966 tamże) – niemiecki malarz.

## Życiorys
Uczył się malarstwa w pracowni Leo Putza, a następnie rozpoczął pracę jako konserwator zabytków. Ponadto tworzył pejzaże i martwe natury, jego prace tworzone techniką olejną posiadają cechy malarstwa akademickiego. Najczęstszym tematem pejzaży Josefa Burgera były widoki małych miasteczek, wsi lub gór, na pierwszym planie artysta umieszczał motyw rzeki, stawu, jeziora. Całe życie zawodowe związał z Monachium, jego prace charakteryzuje używanie przez artystę wysokiej jakości materiałów. Prace Josefa Burgera znajdują się w zbiorach muzeum sztuki w Monachium.